# Giovanni Alleyne
Giovanni Alleyne (Paramaribo, 23 februari 1990) is een Surinaams voetballer die speelt als verdediger.

## Carrière
Alleyne speelde van 2009 tot 2014 voor SNL, de eerste drie seizoenen in de tweede klasse en dan twee seizoenen op het hoogste niveau. Hij maakte in 2014 de overstap naar reeksgenoot SV Notch waar hij twee seizoenen speelde. In 2016 maakte hij de overstap naar Inter Moengotapoe waarmee hij in zijn eerste seizoen meteen de dubbel pakte en dat in het seizoen 2018/19 overdeed.
Hij speelde tussen 2010 en 2015 achttien interlands voor Suriname.

## Erelijst
- Surinaams landskampioen: 2016/17, 2018/19
- Surinaamse voetbalbeker: 2016/17, 2018/19